# 335 a.C.

## Eventos
- Marco Valério Corvo, pela quarta vez, e Marco Atílio Régulo Caleno, cônsules romanos.
- Lúcio Emílio Mamercino Privernato nomeado ditador e escolhe Quinto Publílio Filão como seu mestre da cavalaria.
- Alexandre, o Grande, destroi Tebas.[1]

## Mortes
- Átalo, irmão da última esposa de Filipe II,[2] assassinado por ordem de Alexandre, o Grande.[3]

## Política
- Evaenetus, arconte de Atenas.[4]
- Lucius Furius e Gaius Manius, cônsules romanos.[4]